# Deep Purple: The Songs That Built Rock Tour
The Songs That Built Rock Tour bylo koncertní turné britské hard rockové skupiny Deep Purple. První koncert se konal 3. června 2011 v Orillia v Ontariu v Kanadě. Skupina při tomto turné navštívila Evropu a Jižní i Severní Ameriku. 8. července 2011 vystoupila skupina v londýnském Royal Albert Hall, kde se objevil, vedele dalších hostů, i dřívější člen Deep Purple Jon Lord.

## Koncerty
| Datum              | Město                                 | Stát                   | Místo                                   |
| Severní Amerika    | Severní Amerika                       | Severní Amerika        | Severní Amerika                         |
| ------------------ | ------------------------------------- | ---------------------- | --------------------------------------- |
| 3. června 2011     | Orillia, Ontario                      | Kanada                 | Casino Rama                             |
| 4. června 2011     | Quebec City, Quebec                   | Kanada                 | Agora                                   |
| 6. června 2011     | Montreal, Quebec                      | Kanada                 | Place Des Arts                          |
| 7. června 2011     | Boston, Massachusetts                 | Spojené státy americké | Wang Centre                             |
| 8. června 2011     | Hartford, Connecticut                 | Spojené státy americké | Mortensen Hall at The Bushnell          |
| 10. června 2011    | Holmdel, New Jersey                   | Spojené státy americké | PNC Bank Arts Center                    |
| 11. června 2011    | Atlantic City, New Jersey             | Spojené státy americké | Tropicana Casino & Resort Atlantic City |
| 12. června 2011    | Bethel, New York                      | Spojené státy americké | Bethel Performing Arts Centre           |
| 14. června 2011    | New York City, New York               | Spojené státy americké | Beacon Theatre                          |
| 15. června 2011    | New York City, New York               | Spojené státy americké | Beacon Theatre                          |
| 17. června 2011    | Detroit, Michigan                     | Spojené státy americké | Fox Theatre                             |
| 18. června 2011    | Highland Park, Illinois               | Spojené státy americké | Ravinia                                 |
| 19. června 2011    | Minneapolis, Minnesota                | Spojené státy americké | Orpheum                                 |
| 23. června 2011    | Paradise, Nevada                      | Spojené státy americké | Palms Casino Resort                     |
| 24. června 2011    | Los Angeles, Kalifornie               | Spojené státy americké | Greek Theatre                           |
| 25. června 2011    | Concord, Kalifornie                   | Spojené státy americké | Concord Pavilion                        |
| Evropa             |                                       |                        |                                         |
| 8. července 2011   | Londýn                                | Spojené království     | Sunflower SuperJam, Royal Albert Hall   |
| 15. července 2011  | Mohuč                                 | Německo                | Nordmole am Zollhafen                   |
| 16. července 2011  | Montreux                              | Švýcarsko              | Montreux Jazz Festival, Stravinski Hall |
| 18. července 2011  | Verona                                | Itálie                 | Verona Arena                            |
| 20. července 2011  | Gelsenkirchen                         | Německo                | Amphitheatre                            |
| 22. července 2011  | Künzelsau                             | Německo                | Schlosspark                             |
| 23. července 2011  | Drážďany                              | Německo                | Elbufer                                 |
| 24. července 2011  | Słupsk                                | Polsko                 | Dolina Charlotty                        |
| 27. července 2011  | Vienne                                | Francie                | Theatre Antique                         |
| 29. července 2011  | Tienen                                | Belgie                 | Suikerock Festival                      |
| Jižní Amerika      |                                       |                        |                                         |
| 4. října 2011      | Belém                                 | Brazílie               | Cidade Folia                            |
| 7. října 2011      | Fortaleza                             | Brazílie               | Siara                                   |
| 8. října 2011      | Nova Odessa                           | Brazílie               | Expo America                            |
| 10. října 2011     | São Paulo                             | Brazílie               | Via Funchal                             |
| 11. října 2011     | Belo Horizonte                        | Brazílie               | Chevrolet Hall                          |
| 12. října 2011     | Curitiba                              | Brazílie               | Teatro Positivo                         |
| 14. října 2011     | Rosario                               | Argentina              | Metropolitano                           |
| 15. října 2011     | Buenos Aires                          | Argentina              | Luna Park                               |
| 16. října 2011     | Buenos Aires                          | Argentina              | Luna Park                               |
| 18. října 2011     | Córdoba                               | Argentina              | Orfeo Superdomo                         |
| 19. října 2011     | Mendoza                               | Argentina              | Auditorio Angel Bustelo                 |
| 21. října 2011     | Santiago de Chile                     | Chile                  | Movistar Arena                          |
| 22. října 2011     | Viña del Mar                          | Chile                  | Quinta Vergana                          |
| 23. října 2011     | Temuco                                | Chile                  | Gimnasio Olimpico UFRO                  |
| 25. října 2011     | Concepción                            | Chile                  | Coliseo Monumental La Tortuga           |
| 28. října 2011     | Quito                                 | Ecuador                | Agora                                   |
| Evropa             |                                       |                        |                                         |
| 26. listopadu 2011 | Glasgow                               | Spojené království     | SECC                                    |
| 27. listopadu 2011 | Birmingham                            | Spojené království     | LG Arena                                |
| 29. listopadu 2011 | Manchester                            | Spojené království     | MEN Arena                               |
| 30. listopadu 2011 | Londýn                                | Spojené království     | O2 Arena                                |
| 2. prosince 2011   | Arnhem                                | Nizozemsko             | Gelredome                               |
| 3. prosince 2011   | Halle                                 | Německo                | Gerry Weber Stadion                     |
| 4. prosince 2011   | Schwerin                              | Německo                | Sport- und Kongresshalle                |
| 7. prosince 2011   | Helsinky                              | Finsko                 | Hartwall Areena                         |
| 9. prosince 2011   | Stockholm                             | Švédsko                | Hovet                                   |
| 10. prosince 2011  | Göteborg                              | Švédsko                | Scandinavium                            |
| 13. prosince 2011  | Oslo                                  | Norsko                 | Oslo Spektrum                           |
| 15. prosince 2011  | Horsens                               | Dánsko                 | Forum Horsens                           |
| Severní Amerika    |                                       |                        |                                         |
| 2. února 2012      | St. John's, Newfoundland and Labrador | Kanada                 | Mile One Stadium                        |
| 3. února 2012      | Corner Brook, Newfoundland            | Kanada                 | Pepsi Centre                            |
| 5. února 2012      | Halifax, Nové Skotsko                 | Kanada                 | Halifax Metro Centre                    |
| 6. února 2012      | Moncton, New Brunswick                | Kanada                 | Moncton Casino                          |
| 8. února 2012      | Ottawa, Ontario                       | Kanada                 | Ottawa Civic Centre                     |
| 9. února 2012      | Kingston, Ontario                     | Kanada                 | K-Rock Centre                           |
| 11. února 2012     | London, Ontario                       | Kanada                 | John Labatt Centre                      |
| 12. února 2012     | Toronto, Ontario                      | Kanada                 | Massey Hall                             |
| 13. února 2012     | Hamilton, Ontario                     | Kanada                 | Hamilton Place Theatre                  |
| 15. února 2012     | Winnipeg, Manitoba                    | Kanada                 | MTS Centre                              |
| 16. února 2012     | Regina, Saskatchewan                  | Kanada                 | Brandt Centre                           |
| 17. února 2012     | Saskatoon, Saskatchewan               | Kanada                 | TCU Place                               |
| 19. února 2012     | Calgary, Alberta                      | Kanada                 | Southern Alberta Jubilee Auditorium     |
| 21. února 2012     | Edmonton, Alberta                     | Kanada                 | Rexall Place                            |
| 23. února 2012     | Prince George, Britská Kolumbie       | Kanada                 | CN Centre                               |
| 25. února 2012     | Victoria, Britská Kolumbie            | Kanada                 | Save-On-Foods Memorial Centre           |
| 26. února 2012     | Vancouver, Britská Kolumbie           | Kanada                 | Queen Elizabeth Theatre                 |
| Evropa             |                                       |                        |                                         |
| 24. října 2012     | Jekatěrinburg                         | Rusko                  | DIVS Arena                              |
| 27. října 2012     | Saint Petersburg                      | Rusko                  | Ice Palace                              |
| 28. října 2012     | Moskva                                | Rusko                  | Olympic Stadium                         |
| 30. října 2012     | Krasnodar                             | Rusko                  | Arena                                   |
| 8. listopadu 2012  | Esch-sur-Alzette                      | Lucembursko            | Rockhal                                 |
| 9. listopadu 2012  | Grenoble                              | Francie                | Palais des Sports                       |
| 11. listopadu 2012 | Nantes                                | Francie                | Le Zénith                               |
| 12. listopadu 2012 | Caen                                  | Francie                | Le Zénith                               |
| 13. listopadu 2012 | Paříž                                 | Francie                | Zénith de Paris                         |
| 15. listopadu 2012 | Kolín nad Rýnem                       | Německo                | Lanxess Arena                           |
| 16. listopadu 2012 | Brémy                                 | Německo                | Halle 7                                 |
| 17. listopadu 2012 | Hannover                              | Německo                | AWD Hall                                |
| 20. listopadu 2012 | Kiel                                  | Německo                | Sparkassen-Arena                        |
| 22. listopadu 2012 | Frankfurt nad Mohanem                 | Německo                | Festhalle Frankfurt                     |
| 23. listopadu 2012 | Oberhausen                            | Německo                | Konigspilsner Arena                     |
| 24. listopadu 2012 | Hamburk                               | Německo                | O2 World                                |
| 26. listopadu 2012 | Lipsko                                | Německo                | Arena Leipzig                           |
| 27. listopadu 2012 | Berlín                                | Německo                | O2 World                                |
| 29. listopadu 2012 | Augsburg                              | Německo                | Schwabenhalle                           |
| 30. listopadu 2012 | Mnichov                               | Německo                | Olympiahalle                            |
| 1. prosince 2012   | Stuttgart                             | Německo                | Hanns-Martin-Schleyer-Halle             |
| 3. prosince 2012   | Brusel                                | Belgie                 | Forest National                         |
| 5. prosince 2012   | Clermont-Ferrand                      | Francie                | Le Zénith                               |
| 6. prosince 2012   | Toulouse                              | Francie                | Le Zénith                               |
| 7. prosince 2012   | Mâcon                                 | Francie                | Le Spot                                 |
| 8. prosince 2012   | Bern                                  | Švýcarsko              | Bern Expo                               |
| 10. prosince 2012  | Clermont-Ferrand                      | Francie                | Le Zénith                               |

## Sestava
- Deep Purple: Ian Gillan (zpěv), Steve Morse (kytara) Roger Glover (baskytara), Don Airey (klávesy) a Ian Paice (bicí)
- The 38-piece Orchestra
- Neue Philharmonie Frankfurt (Evropa)
- Jon Lord, Rick Wakeman, Keith Emerson, Joe Bonamassa, Newton Faulkner (The Sunflower Superjam, 8. července 2011)